# Rina (EP)
Rina è il primo EP della cantante giapponese Rina Sawayama, pubblicato il 27 ottobre 2017.

## Tracce
Testi e musiche di Rina Sawayama.
1. Ordinary Superstar
2. Take Me as I Am
3. 10-20-40
4. Tunnel Vision (feat. Shamir)
5. Time Out (Interlude)
6. Alterlife
7. Through the Wire (Interlude)
8. Cyber Stockholm Syndrome